# Caroline Emilie Destrée
Caroline Emilie Destrée (Den Haag, 15 februari 1864 – Brussel, 27 oktober 1942) was een Nederlandse botanica en mycologe.

## Levensloop
Haar vader, Charles Destrée, was tandarts in Den Haag. Haar moeder, Louise Marie Joséphine Destrée, was een zuster van de Belgische botanica en mycologe Elise Caroline Destrée, echtgenote van de botanicus Jean Edouard Bommer.
Haar zuster Elisa Caroline (1859 - 1940) was de echtgenote van Charles Borromée Joseph Paul Bommer (1866 - 1938), een zoon van Elise Caroline Destrée en Jean Edouard Bommer. Charles Bommer werd in 1897 buitengewoon hoogleraar en in 1902 gewoon hoogleraar in de botanische geografie en paleontologie.
Gestimuleerd door haar familie in Brussel verzamelde Destrée paddenstoelen in de omgeving van Den Haag en legde een herbarium aan. In 1888 werd zij lid van de Nederlandsche Botanische Vereeniging. Daar leerde zij C.A.J.A. Oudemans kennen, toen hoogleraar botanie en farmacognosie aan de Universiteit van Amsterdam, met wie zij ging samenwerken. Oudemans beschreef veel van Destrées vondsten, met veel dank, in publicaties van zijn hand. Twee door haar gevonden, toen nog onbekende schimmelsoorten, heeft Oudemans naar Caroline Emilie Destrée vernoemd: Massaria Destreae n. sp. (1889) en Cucurbitaria Destreae n. sp. (1895).
Van 1891 tot 1897 publiceerde Destrée acht bijdragen voor de Catalogue des champignons des environs de la Haye in het Nederlandsch Kruidkundig Archief.
In 1896 verhuisde Destrée, na het overlijden van haar vader, met haar moeder naar Brussel. Zij schonk haar gehele inlandse fanerogamen-herbarium, aan het Rijksherbarium in Leiden. Zij bleef meewerken aan de activiteiten van de Nederlandsche Botanische Vereeniging.

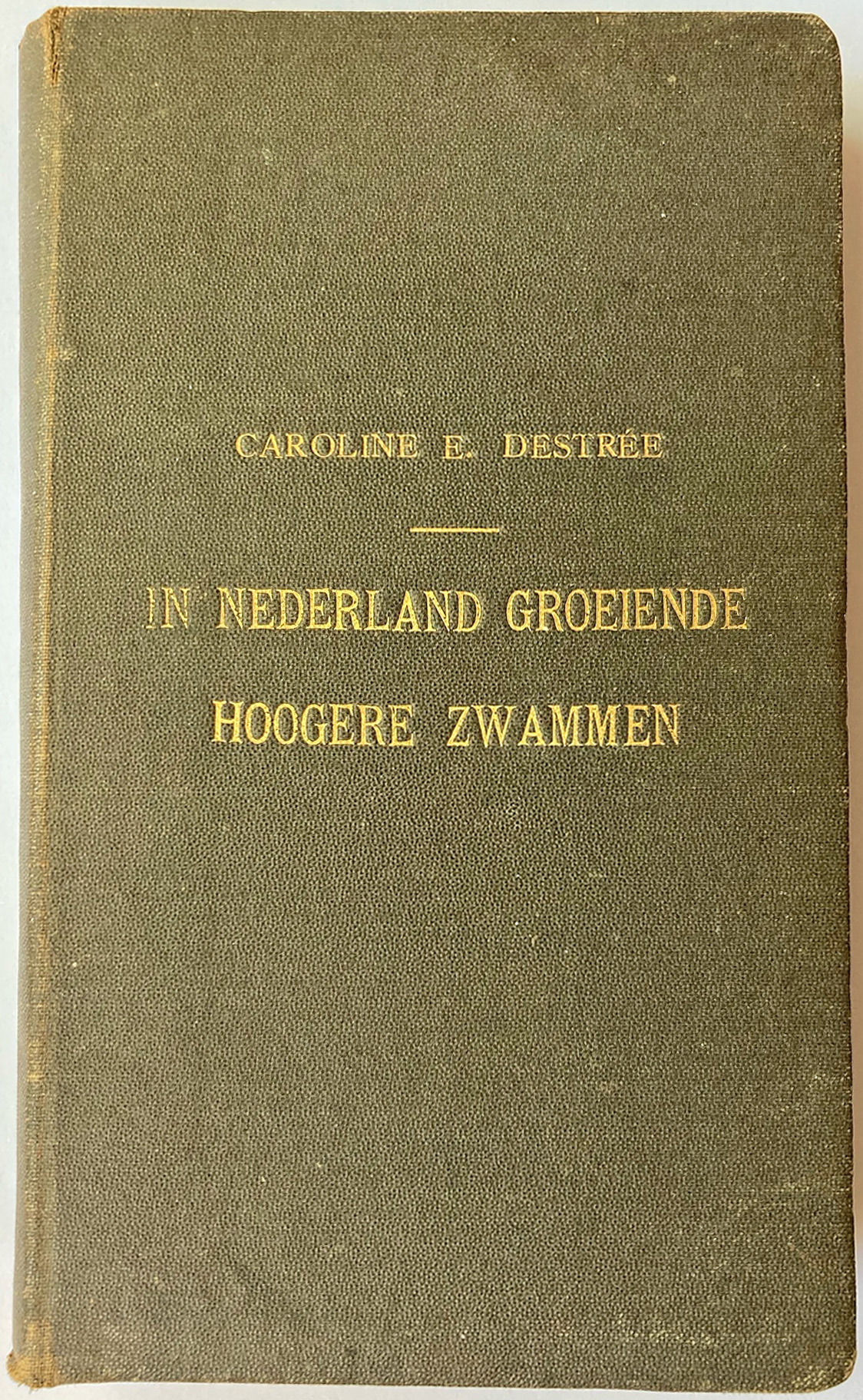
Caroline E. Destrée In Nederland groeiende hoogere zwammen (1901)

In 1901 werd door de Nederlandsche Botanische Vereeniging de door Caroline Emilie Destrée geschreven Handleiding tot het bepalen van de in Nederland groeiende hoogere Zwammen uitgegeven bij F.E. Macdonald in Nijmegen. Deze handleiding was de eerste Nederlandstalige publicatie over paddenstoelen met determinatiesleutels.
Naar aanleiding van de publicatie van deze handleiding door Caroline E. Destrée schreef Jac.P. Thijsse een lovend artikel in De Levende Natuur.

## Publicaties
- Destrée C (1891a). Première contribution au catalogue des champignons des environs de la Haye. Nederlandsch Kruidkundig Archief, ser. 2, 5, 341–347.
- Destrée C (1891b). Deuxième contribution au catalogue des champignons des environs de la Haye. Nederlandsch Kruidkundig Archief, ser. 2, 5, 625–632.
- Destrée C (1895a). Troisième contribution au catalogue des champignons des environs de la Haye. Nederlandsch Kruidkundig Archief, ser. 2, 6, 169–194.
- Destrée C (1895b). Quatrième contribution au catalogue des champignons des environs de la Haye. Nederlandsch Kruidkundig Archief, ser. 2, 6, 356–365.
- Destrée C (1895c). Cinquième contribution au catalogue des champignons des environs de la Haye. Nederlandsch Kruidkundig Archief, ser. 2, 6, 594–619.
- Destrée C (1895d). Révision des Geaster observés dans les Pays-Bas. Nederlandsch Kruidkundig Archief, ser. 2, 6, 488–501.
- Destrée C (1896a). Dernière contribution au catalogue des champignons des environs de la Haye. Nederlandsch Kruidkundig Archief, ser. 3, 6, 127–138.
- Destrée C. E. (1896b). De erysipheeën of meeldauwzwammen. Tijdschrift over Plantenziekten, 2, 1 (189602): 5-10
- Destrée C. (1896c). De exoasceeën. Tijdschrift over Plantenziekten, 2, 4 (1896 08): 81-89
- Destrée C (1897). Supplément au catalogue des Champignons des environs de la Haye. Nederlandsch Kruidkundig Archief, ser. 3, 7, 232–239
- Destrée Caroline E (1901). Handleiding tot het bepalen van de in Nederland groeiende hoogere zwammen, F.E. Macdonald, Nijmegen
- Destrée C.E. (1902a). Twee mooie Aardsterren. De Levende Natuur, 6, 11, 247–249
- Destrée C.E. (1902b). Het judasoor en de gekroesde oorzwam. De Levende Natuur 7, 3, 49-51
- Destrée C.E. (1903a). Een zwammetje op de bladeren van Anemone nemorosa. De Levende Natuur, 8 (3), 59-59
- Destrée C.E. (1903b). Melkbevattende plaatzwammen. De Levende Natuur, 8, 8, 137-139
- Destrée C.E. (1905). Opdrogende zwammen. De Levende Natuur, 10, 7, 131-135

- Author citation (botany): Destrée
- International Standard Name Identifier: 0000 0003 9376 4554
- Nederlandse Thesaurus van Auteursnamen: 110201329
- Virtual International Authority File: 288125134